# Martine Stig
Martine Stig (Nijmegen, 1972) is een Nederlandse fotografe. Zij woont en werkt in Amsterdam.
Stig studeerde van 1990 tot 1995 aan de Koninklijke Academie van Beeldende Kunsten in Den Haag en van 2000 tot 2003 Filosofie aan de Universiteit van Amsterdam.

## Publicaties
- 2000 David Jiménez/Martine Stig (Nederlands Foto Instituut/Instituto de la Juventud, ISBN 84-89582-60-2).
- 2003 Stig (Terra, ISBN 9058971465).
- 2009 Sisters (Martine Stig/Motive Gallery, ISBN 978-90-79605-02-6).
- 2006 Any resemblance to existing persons is purely coincidental (Revolver, ISBN 978-3-86588-311-7).
- 2007 Suto-ri (Martine Stig/Motive Gallery, ISBN 978-90-79605-01-9).
- 2008 Cover (Veenman Publishers, ISBN 9789086902231).
- 2010 Ante (Martine Stig/Motive Gallery, ISBN 978-90-79605-03-3).
- 2012 Cauchy Horizons (Kodoji Press, ISBN 978-3-03747-006-0).